# Bourg-de-Thizy

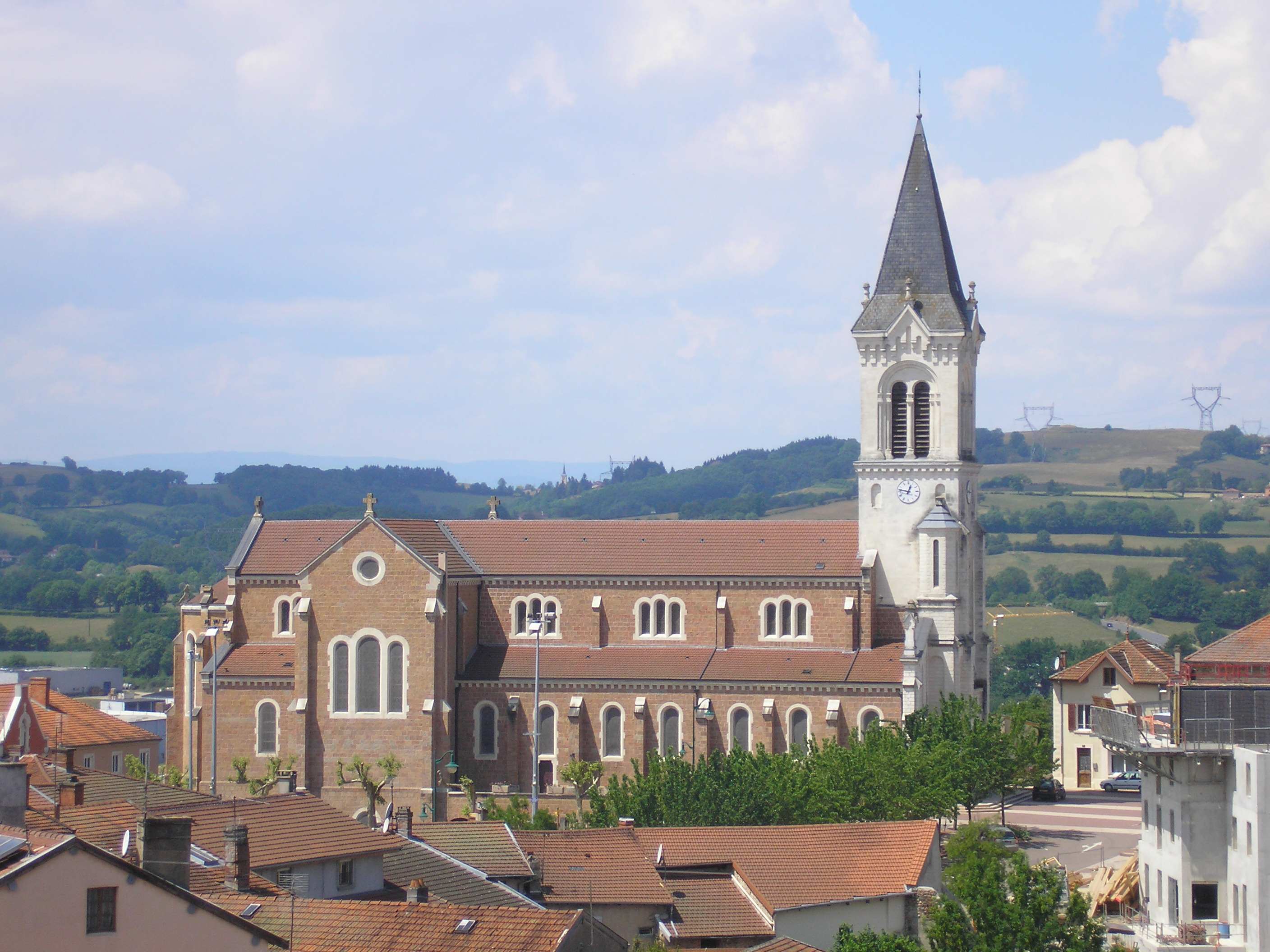
Kościół w Bourg-de-Thizy, 2011

Bourg-de-Thizy – miejscowość i gmina we Francji, w regionie Owernia-Rodan-Alpy, w departamencie Rodan.
Według danych na rok 1990 gminę zamieszkiwały 2883 osoby, a gęstość zaludnienia wynosiła 199 osób/km² (wśród 2880 gmin regionu Rodan-Alpy Bourg-de-Thizy plasuje się na 308. miejscu pod względem liczby ludności, natomiast pod względem powierzchni na miejscu 807.).